# Vlag van Saint-Hubert
De vlag van Saint-Hubert is op 7 april 2000 bij raadsbesluit vastgesteld als de vlag van de gemeente Saint-Hubert in de Belgische provincie Luxemburg. De vlag kan als volgt worden beschreven:
Blauw aan de broeking met de kop van een hert met een kruis en daarbovenop een hoorn met zijn riem, geheel in het geel, en geel aan de vlieg met zes blauwe vlammen die de rand van de vlag bereiken.
De vlag werd pas op 24 augustus 2000 bevestigd door de Franse Gemeenschapsregering. Het linkerdeel van de vlag is gelijk aan het gemeentewapen. De herkomst van de gele vlammen aan de rechterzijde is onbekend, dat de blauwe vlampunten mogelijk zou verwijzen naar de zes deelgemeenten binnen de gemeente.